# Szkoła nowojorska (poezja)
Szkoła nowojorska – nieformalna amerykańska grupa poetycka, powstała w latach 50. XX wieku w Nowym Jorku w opozycji do nurtu konfesyjnego w amerykańskiej poezji. Jako pierwszy określenia szkoła nowojorska użył krytyk literacki John Bernard Myers.
Czołowymi przedstawicielami szkoły nowojorskiej byli m.in. John Ashbery, Frank O’Hara, Kenneth Koch i James Schuyler. Krytycy literaccy, szukając wspólnych cech u poetów tej szkoły, zwracali uwagę na obserwacyjny, często autobiograficzny charakter wierszy, fascynację rzeczywistością i potocznością oraz inspirację surrealizmem.
Nazwy szkoła nowojorska używa się także w odniesieniu do zaprzyjaźnionych z poetami malarzy, głównie z kręgu ekspresjonizmu abstrakcyjnego (Jane Freilicher, Fairfield Porter, Larry Rivers, Jackson Pollock, Willem de Kooning).
Szkołę nowojorską przybliżyła w Polsce, a właściwie po raz pierwszy przedstawiła przekrojowo „Literatura na Świecie” w numerze poświęconym grupie 7/1986. Pod główną redakcją i tłumaczeniem Piotra Sommera opublikowano wybór wierszy „nowojorczyków” i najbardziej znaczące teksty krytyczne. Publikacja „LnŚ” znacząco wpłynęła na obecność szkoły w kulturze polskiej.